# Bitwa pod Fleurus (26 czerwca 1794)
Bitwa pod Fleurus – starcie zbrojne, które miało miejsce 26 czerwca 1794 roku podczas wojny Francji z pierwszą koalicją.
Była to jedna z najbardziej znaczących bitew w Niderlandach podczas wojny z pierwszą koalicją, która zakończyła się zwycięstwem wojsk francuskich gen. Jourdana nad siłami austriackimi pod wodzą Fryderyka Sasko-Koburskiego. Choć obie strony miały w okolicach blisko 80 tys. żołnierzy, Francuzi potrafili szybciej skoncentrować swe siły, co miało znaczący wpływ na ostateczne zwycięstwo. Po bitwie Francuzi dotarli aż do Renu.
Francuzi użyli w tej bitwie balonu obserwacyjnego L’Entreprenant, co uważa się za pierwsze militarne użycie sił powietrznych.

## Wstęp
Po bitwie pod Tourcoing (17–18 maja) Jourdan otrzymał dowództwo nad Armią Ardenów i czterema dywizjami Armii Północy, co dawało łącznie około 96 000 żołnierzy. Nowa armia otrzymała nazwę Armii Sambry i Mozy oraz zadanie zdobycia Charleroi.
Francuska armia w sile 70 000 żołnierzy, której towarzyszył członek Komitetu Ocalenia Publicznego Louis de Saint-Just, zablokowała 12 czerwca miasto Charleroi. Austriacy i Holendrzy w sile 43 000 żołnierzy przeprowadzili 16 czerwca (I bitwa pod Fleurus) przy silnej mgle potężny kontratak, który zmusił Francuzów do odwrotu nad Sambrę i zadał im straty w wysokości 3 000 żołnierzy. Pomimo że na skutek poniesionej porażki armia francuska w Niderlandach stopniała do 80 000 żołnierzy, Jourdan 18 czerwca przekroczył Sambrę i ponownie ruszył do natarcia, przywracając blokadę Charleroi. Miasto skapitulowało 26 czerwca, tuż przed przybyciem odsieczy dowodzonej przez księcia Sasko-Koburskiego.

## Bitwa
Prawe skrzydło armii Jourdana składało się z dywizji generałów Marceau, Mayera, Lefebvre'a i Championneta. W centrum stała dywizja Morlota, natomiast na lewym skrzydle dywizja Montaigu. W odwodzie znalazły się dywizje generałów Habry'ego, Klébera oraz jazda generała Dubois. Przepraw na Sambrze broniła dywizja Schérera. 
Idący znad Skaldy książę Sasko-Koburski, który prowadził 52 000 żołnierzy austriackich i holenderskich, spóźnił się i nie zdołał uratować Charleroi. Po połączeniu z armią księcia Orańskiego siły sprzymierzonych wzrosły do 100 000 żołnierzy. Po przybyciu w okolice utraconego miasta wódz austriacki podzielił swą armię na 9 kolumn i zaatakował Francuzów. Książę Orański, mający 40 000 żołnierzy, natarł na dywizję Montaigu, natomiast Quosdanowicz i Kaunitz zaatakowali Morlota. Trzy kolumny dowodzone przez arcyksięcia Karola uderzyły na prawe skrzydło. Dowództwo sprzymierzonych zamierzało tym koncentrycznym natarciem odzyskać utracone miasto Charleroi. Sprzymierzeni uderzając ze szczególną mocą na oba skrzydła armii Jourdana liczyli na jej oskrzydlenie.
Mniej więcej w południe Jourdan, widząc oba swoje skrzydła znajdujące się w ciągłym odwrocie, użył swych potężnych odwodów. Dywizja Klébera ruszyła na skrzydło wojsk księcia Orańskiego i przebiła się, zagrażając tyłom sprzymierzonych. Zagrożeni odcięciem Austriacy i Holendrzy zostali w tym miejscu zmuszeni do odwrotu. W centrum walczące ostatkiem sił dywizje Morlota i Championneta wsparła część dywizji Habry'ego oraz jazda Dubois, dzięki czemu Francuzom udało się tutaj odrzucić Quosdanowicza i Kaunitza, a następnie samym ruszyć do kontrnatarcia. Pozostała część dywizji Habry'ego pomogła dywizjom Lefebvre'a i Marceau. Wkrótce wzmocniony Lefebvre odebrał miejscowość Lambusart, natomiast Marceau opanował las Lépinoy oraz Copiaux. Pobici na całym froncie sprzymierzeni rozpoczęli generalny odwrót w kierunku Braine-l’Alleud i Waterloo. Bitwa ta doprowadziła w końcu do ostatecznego wycofania się wojsk koalicji za Ren.
Jourdanowi znacznie ułatwiały dowodzenie w bitwie informacje bez przerwy dostarczane przez balon rozpoznawczy l'Entreprenant.

## Po bitwie
Zwycięstwo to poprzedziło pełny odwrót sprzymierzonych z Belgii i pozwoliło francuskim siłom dotrzeć do Holandii. Bitwa ta w znacznym stopniu podważyła argument konieczności kontynuowania rządów terroru w Rewolucyjnej Francji jako czynnika zabezpieczającego kraj przez zewnętrznym zagrożeniem militarnym. Także wielu uważało, że zwycięstwo pod Fleurus było główną przyczyną wypadków z 9 Therimidora, do jakich doszło miesiąc później.
Bitwa ta jest wymieniona na Łuku Triumfalnym w Paryżu.